# Atlantská nížina
Atlantská nížina (anglicky Atlantic Coastal Plain) je rozsáhlá nížina na východě Spojených států amerických při pobřeží Atlantského oceánu. Na jihozápadě dále pokračuje jako Pobřežní nížina Mexického zálivu.
Nejvíce 300 kilometrů široký pás pobřežní nížiny se rozkládá od mysu Cape Cod, přes New York, až na pláž Jacksoneville Beach na poloostrově Florida. Největší část území tvoří nížiny s říčními i mořskými terasami porostlé borovými lesy. Nachází se zde i řada bažin a při pobřeží slané marše. V severní části Atlantské nížiny převládají zálivy, v jižní ostrovy.
Atlantská nížina leží ve státech: Massachusetts, New York, New Jersey, Delaware, Maryland, District of Columbia, Virginie, Severní Karolína, Jižní Karolína, Georgie a Florida. Pobřežní nížinu tvoří sedimentární horniny, má mírné a vlhké oceánské podnebí a jedná se o úrodnou zemědělskou oblast.

## Kontinentální šelf
V širším smyslu
je součástí Atlantské nížiny také kontinentální šelf. Například v případě západní Floridy je kontinentální šelf rozsáhlejší než samotný poloostrov.

## Geologický vývoj
Nížinu tvoří sedimenty, které se na okraji kontinentu ukládají již od křídy. Jejich hloubka je od několika desítek metrů až po několik kilometrů. Sedimenty tvořící nížinu v oblasti New Jersey sahají do hloubky více než 5 kilometrů, v oblasti Floridy 3,5 km. Podloží sedimentů obvykle tvoří metamorfované a vulkanické horniny z období prekambria až prvohor.

## Členění
- Zálivové pobřeží (Embayed section) / 3a
- Ostrovní pobřeží (Sea Island section) / 3b

Zálivové pobřeží
Tato část Atlantské nížiny se rozkládá od severního počátku na mysu Cape Cod po řeku Neuse River v Severní Karolíně. Náleží sem ostrov Long Island i s městem New York nebo nejhlubší zátoka Atlantské nížiny Chesapeake Bay u města Washington. Mimo městská sídla rostou borové lesy, nachází se zde řada bažin, při pobřeží jsou slané marše.
Ostrovní pobřeží
Oblast se rozkládá od ústí řeky Neuse do Atlantiku v Severní Karolíně až po Jacksonville Beach na Floridě.
Ostrovní oblast se liší od zálivového pobřeží menší záplavovou oblastí a méně výraznými estuárii. Chybí pobřežní bariéry, nachází se zde řada ostrovů. Ty jsou obvykle rovnoběžné s pobřežím a oddělené průlivy, lagunami a maršemi.